# Consolata Betrone
Sor Maria Consolata Betrone, nacida Pierina Betrone, Saluzzo, 6 de abril de 1903 — Moncalieri, 18 de julio de 1943) fue una religiosa italiana y mística de la Orden de Clarisas Capuchinas. Es considerada por muchos sucesora de Santa Teresa de Lisieux e instruida directamente por Jesús, según las memorias del Padre Lorenzo Sales (1889-1972),  confesor de la religiosa. Es venerable de la Iglesia Católica.

## Biografía
Nació en una familia numerosa, Pierina era la segunda de las seis hijas del segundo matrimonio de su padre, sus padres eran restauradores-panaderos. 
A los trece años, manifestó su deseo de ser religiosa. El 8 de diciembre de 1916, se consagró a la Virgen María; ese día durante la misa, sintió que Jesus le decía: “¿Quieres ser totalmente mía?”, a lo que le respondió que sí.  Al año siguiente, la familia se mudó a Turín.
Tras intentar tres veces convertirse en religiosa misionera, siguió el consejo de su confesor espiritual de Turín de la Orden de las Capuchinas y finalmente entró en esta congregación. El 28 de febrero de 1930 tomó los hábitos como Maria Consolata, ese día Cristo le habría dicho:”Solo te pido esto: un acto continuo de amor”.
En el convento, trabajó de panadera, cocinera y portera y al instalarse en el Monasterio de Moncalieri, de enfermera y secretaria. También pregonó el evangelio y asisió a sacerdotes y religiosas en apuros. 
Murió a los 43 años; su cuerpo yace en la capilla exterior del Monasterio del Sagrado Corazón de Moncalieri. 
Solía rezar:
« ¡Jesús, María, Os amo! Salvad las almas. »